# Cephea cephea
Espèce
La Céphée (Cephea cephea) est une espèce de méduses de la famille des Cepheidae.

## Description et caractéristiques
C'est une grosse méduse charnue et variablement translucide, composée d'un disque bleu surmonté d'un organe parfois rosâtre ou violacé composé d'une trentaine de boursouflures, et à l'opposé de bras buccaux courts et charnus pourvus d'excroissances en forme de chou-fleur (parfois brunâtres ou orangés), d'où descendent des filaments fins, simples et translucides.

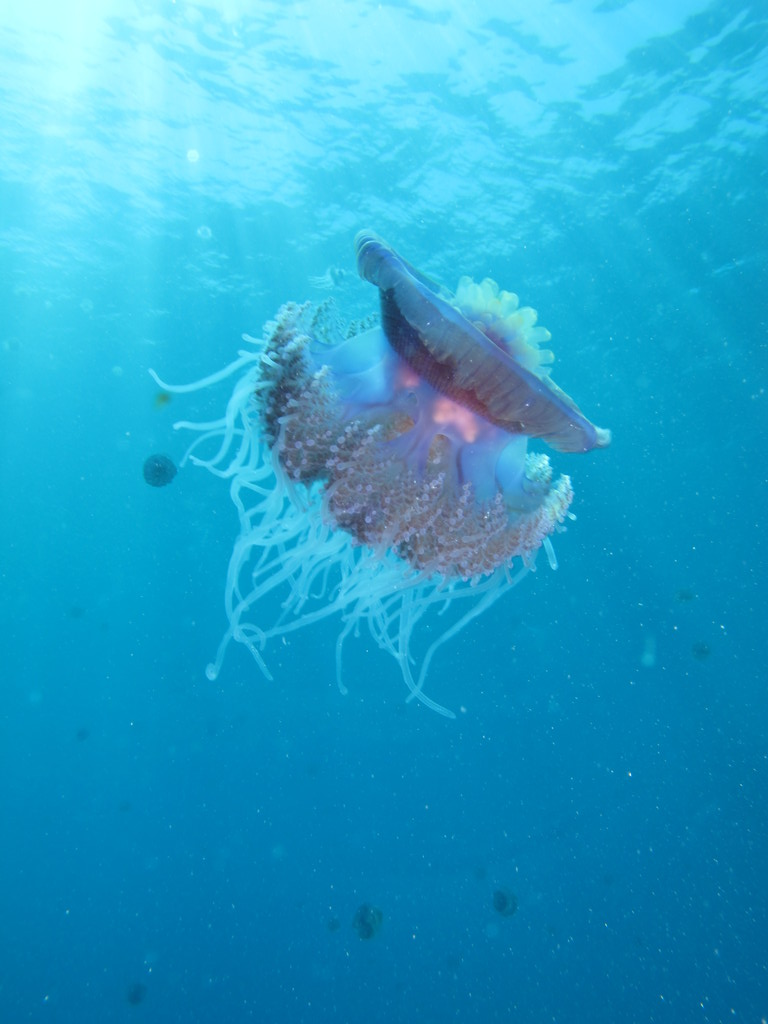
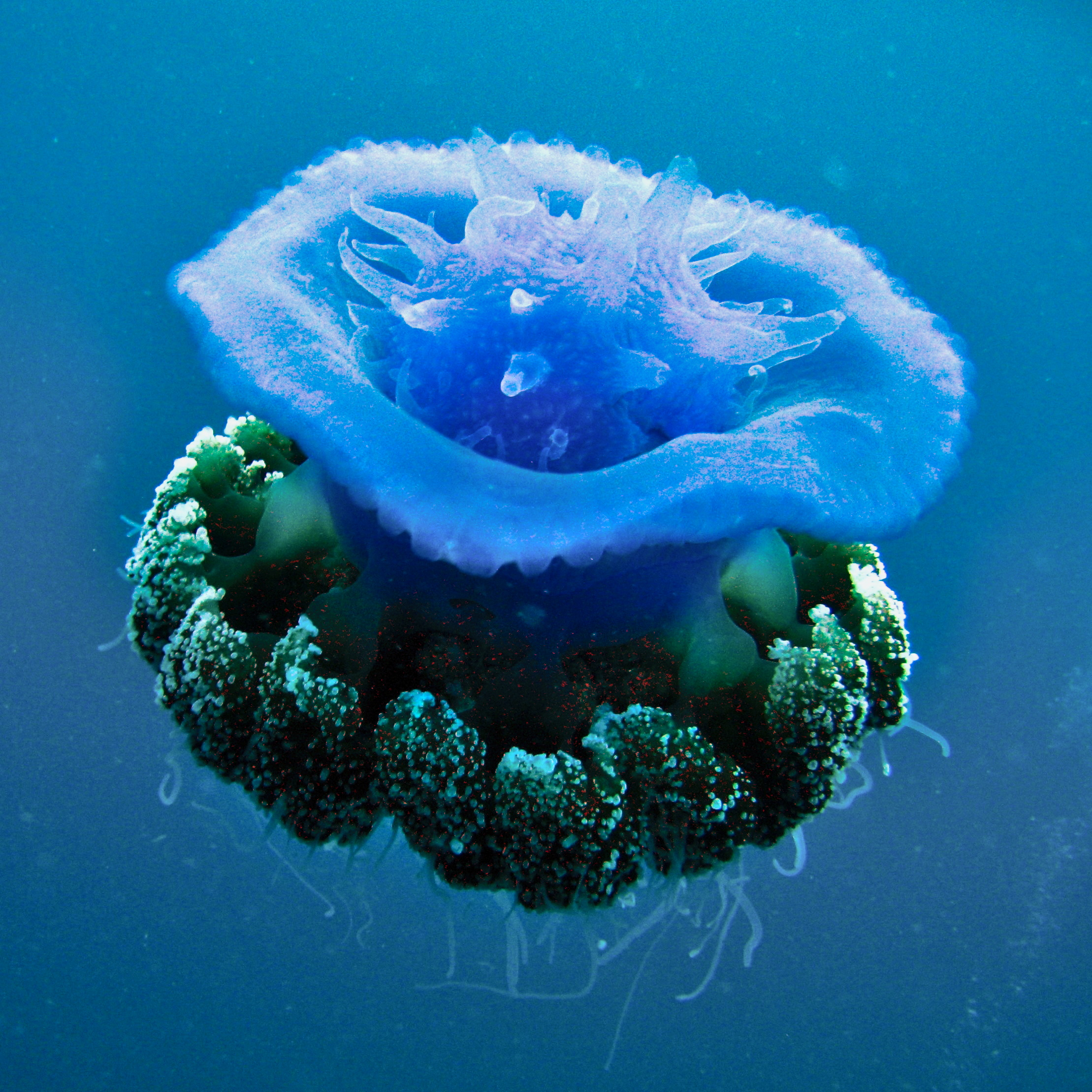
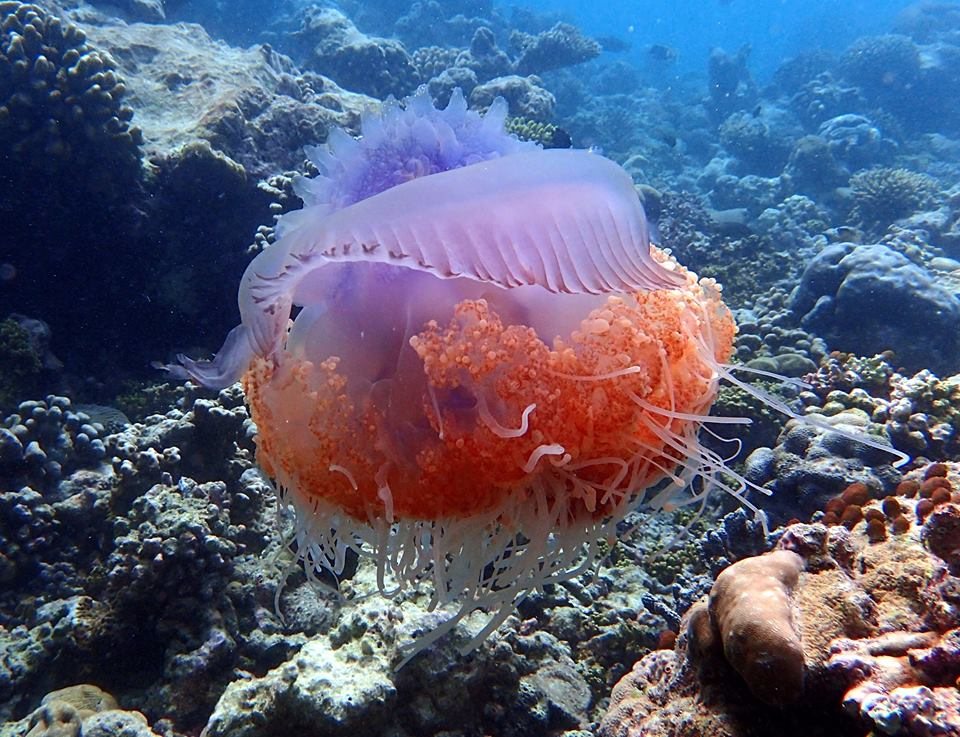

## Habitat et répartition
Cette espèce se rencontre de la surface à plusieurs dizaines de mètres de profondeur dans tout l'Indo-Pacifique tropical, de la Mer Rouge aux Tuamotu.

### Autres liens externes
- (en) [vidéo] « Cephea cephea », sur YouTube